# كلية الآثار والأنثروبولوجيا (جامعة اليرموك)

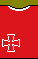
مدخل كلية الآثار والأنثروبولوجيا، جامعة اليرموك

تقع كلية الآثار والانثروبولوجيا في جامعة اليرموك في مدينة إربد الواقعة شمال الأردن.

## التأسيس
تأسست كلية الآثار والأنثروبولوجيا عام 1984 في جامعة اليرموك للاضطلاع بالدراسات والأبحاث المتعلقة بالمجال الآثار والأنثروبولوجيا والنقوش وإدارة وصيانة المصادر التراثية والسياحية، وصيانة المواقع والمواد الأثرية، وعلم تحاليل المواد الأثرية، والدراسات المتحفية، وقد تم تحويل المعهد إلى كلية الآثار والأنثروبولوجيا اعتباراً من العام الدراسي 2003/2004.
ويعتبر الأستاذ الدكتور معاوية أبراهيم مؤسس المعهد، وتم تحويلها إلى كلية على يد الأستاذ الدكتور زياد السعد والذي عمل مديراً سابقاً لدائرة الآثار العامة في الأردن.
تضم الكلية ما يقارب 1000 طالب وطالبة في أقسامها المختلفة ومن كلا الدرجتين العلميتين التي تمنحهما الكلية.

## أقسام الكلية
تضم الكلية خمسة أقسام رئيسية هي:
1. قسم الآثار: والذي يعنى بتدريس أثار العصور القديمة والكلاسيكية والإسلامية والعلوم التطبيقية في الآثار
2. قسم الأنثروبولوجيا: والذي يعنى بتدريس الشعوب البدائية وثقافتها، وعلاقتها مع البيئة ومع الشعوب التي حولها
3. قسم النقوش: والذي يعنى بتدريس الغات القديمة التي سادت في بلاد الشام والجزيرة العربية
4. قسم صيانة المصادر التراثية وإدارتها: والذي يعنى بتدريس ترميم الآثار وكيفية العناية بها
5. قسم السياحة: والذي يعنى بتدريس أنواع السياحة، والطرق المستخدمة في الترويج السياحي الداخلي والخارجي، وأستقل قسم السياحة عن كلية الأثار والأنثروبولوجيا عام 2011 ميلادي، ليتحول إلى كلية السياحة والفنادق في جامعة اليرموك ويمثل كلية الآثار والانثربولوجيا الطالب حسام الرفاعي

أما الوحدات الملحقة بالكلية فهي:
1. متحف التراث الأردني
2. متحف المسكوكات
3. حدة المختبرات
4. محطة دير علا للأبحاث الأثرية

## الدرجات العلمية
تمنح الكلية درجة البكالوريوس في التخصصات التالية:
1. الآثار
2. الأنثروبولوجيا
3. صيانة المصادر التراثية وإدارتها
4. الإرشاد السياحي

وتمنح الكلية درجة الماجستير في التخصصات التالية:
1. الآثار
2. الأنثروبولوجيا
3. النقوش
4. السياحة
5. إدارة المصادر التراثية
6. التراث الحضاري
7. علم القياس الأثري
8. العلوم التطبيقية في الآثار

## أعضاء هيئة التدريس
تضم الكلية نخبة من أعضاء هيئة التدريس من حملة شهادة الدكتوراة والماجستير في مختلف أقسام الكلية، والذين قد حصلوا عليها من جامعات عربية وعالمية. ومنهم العميد الحالي الكلية: الأستاذ الدكتور نبيل بدر.
يضم قسم الأثار في كلية الآثار والأنثروبولوجيا أعضاء هيئة التدريس التالين:
1. الأستاذ الدكتور زيدان كفافي: أستاذ الأثار القديمة، والمختص بالعصور البرونزية والحديدية في جنوبي بلاد الشام.
2. الأستاذ الدكتور زيدون المحيسن: أستاذ الأثار الكلاسيكية، والمختص بالحضارة النبطية، وتقنيات المياه والري.
3. الأستاذ الدكتور صالح ساري: أستاذ الأثار الإسلامية، والمختص بالمسكوكات والعمارة والفنون الإسلامية.
4. الأستاذ الدكتور خالد أبو غنيمة: أستاذ الأثار القديمة، والمختص الأدوات الصوانية، وفنون ما قبل التاريخ.
5. الدكتور لمياء الخوري: دكتورة الأثار الكلاسيكية، والمختص بالفنون، والاثار اليونانية والنبطية.
6. الدكتور عاطف الشياب: دكتور الأثار الكلاسيكية،
7. الدكتور خالد البشايرة: دكتور العلوم التطبيقة في الأثار.
8. الدكتور أحمد الشرمان: دكتور العلوم التطبيقية في الأثار.
9. الدكتور معن العموش: دكتور الأثار الإسلامية.
10. الأستاذ علي رحابنة: مدرس الأثار، ومختص بالعلاقات التجارية جنوبي بلاد الشام في العصر البرونزي المتأخر.

## مشاريع الكلية
تقوم الكلية بعدداً من المشاريع البحثية والميدانية ذات العلاقة بتخصصاتها، بالتعاون مع المؤسسات المحلية والأجنبية ذات الاهتمام المشترك، وتوفر هذه المشاريع لطلبة الكلية فرصة التدريب الميداني لطلبتها في البكالوريوس والماجستير كون التدريب الميداني شرط من شروط التخرج.
كما للكلية صلات متينة بالمؤسسات العاملة في مجالات تخصصها على المستوى الإقليمي، والدولي، والمحلي، وهنالك مشاريع التنقيب عن الآثار تقوم بها الكلية منذ عشرات السنين في مواقع هامة مثل خربة الذريح، وتل دير علا، وعين غزال، وتل الحصن.

## منح الكلية
تمنح الكلية كرسيين علميين هما: كرسي محمود الغول لدراسات الجزيرة العربية، وكرسي سمير شما للمسكوكات والحضارة الإسلامية.
كما وتقدم لطلبة المتفوقين بعثات داخلية وخارجية لاستكمال متطلبات الدراسة في الماجستير والدكتوراة.

## مجلة أنباء كلية الأثار والأنثروبولوجيا
تصدر عن مكتبة منشورات كلية الأثار والأنثروبولوجيا، وتعنى بالأخبار الأثرية التي يقوم بها أعظاء هيئة التدريس وطلاب الكلية، وتعد السيدة عفاف زياده من أهم القائمين على أخراج أعداد المجلة سنوياً.

## وصلات خارجية
- صفحة كلية الآثار والأنثروبولوجيا في موقع جامعة اليرموك